# Moyen Tage
Le Moyen Tage (en portugais : Médio Tejo) est une des 30 sous-régions statistiques du Portugal.
Elle forme avec onze autres sous-régions l'Ouest et Vallée du Tage

## Géographie
Le Moyen Tage est limitrophe :
- au nord, de la sous-région du Pinhal intérieur Nord,
- à l'est, des sous-régions du Pinhal intérieur Sud et du Haut Alentejo,
- au sud, de la sous-région de la Lisière du Tage,
- à l'ouest, de la sous-région du Pinhal littoral.

## Données diverses
- Population (2011) : 220 660 hab.
- Densité de population : 97 hab./km2

- Superficie : 2 283 km2.
- Population (2011) : 220 660 hab.
- Principaux centres urbains : Tomar, Abrantes, Ourém.

## Subdivisions
Le Moyen Tage groupe dix municipalités (concelhos ou municípios, en portugais) :
- Abrantes
- Alcanena
- Constância
- Entroncamento
- Ferreira do Zêzere
- Ourém
- Sardoal
- Tomar
- Torres Novas
- Vila Nova da Barquinha